# Adesmus nigriventris
Adesmus nigriventris es una especie de escarabajo longicornio del género Adesmus, categorizada en la tribu Hemilophini, de la subfamilia Lamiinae. Fue descrita por Fleutiaux & Sallé en 1890.

## Descripción
Mide 6,5-12 mm de longitud.

## Distribución
Se distribuye por América: Guadalupe.